# 本征激发
当有能量大于禁带宽度的光子照射到半导体表面时，满带中的电子吸收这个能量，跃迁到导带产生一个自由电子和自由空穴，这一过程称为本征激发。